# Psathyrella almerensis
Psathyrella almerensis är en svampart som tillhör divisionen basidiesvampar, och som beskrevs av Kits van Wav. Psathyrella almerensis ingår i släktet Psathyrella, och familjen Psathyrellaceae. Arten är reproducerande i Sverige.